# Teatre Circ Olympia
El Teatre Circ Olympia va ser un local d'espectacles ubicat a la Ronda de Sant Pau, 27, cantonada amb el carrer d'Aldana. Va ser un circ estable, amb capacitat per a 6.000 espectadors/es on també es van programar espectacles d'òpera, sarsuela, teatre, revista, ballet, boxa, lluita lliure, etc. Va funcionar de 1924 a 1947, quan va ser enderrocat.

## Edifici
Era conegut com «el Liceu del Paral·lel» per les seves dimensions i les seves instal·lacions. La façana era d'estil noucentista, decorada amb pilastres i elements clàssics d'estuc i terracuita i coronada per un frontó triangular amb òcul.
La sala, amb forma d'amfiteatre, tenia capacitat per a 6.000 persones (quan es va fundar, Barcelona tenia 710.000 habitants), 3.000 de les quals podien seure al pati de butaques; era el local d'espectacles més gran de tot Espanya, i un dels més confortables i millor condicionats d'Europa. Hi havia un pis de ferradura amb butaques numerades. L'escenari tenia unes dimensions enormes: 13 metres d'embocadura i 9 d'altura. Estava dotat de la maquinària, llums i escenari més avençada del moment, amb un doble pont i fossar. La pista de circ podia transformar-se ràpidament en una piscina de 300.000 litres d'aigua, la qual cosa permetia fer-hi espectacles aquàtics.

## Història

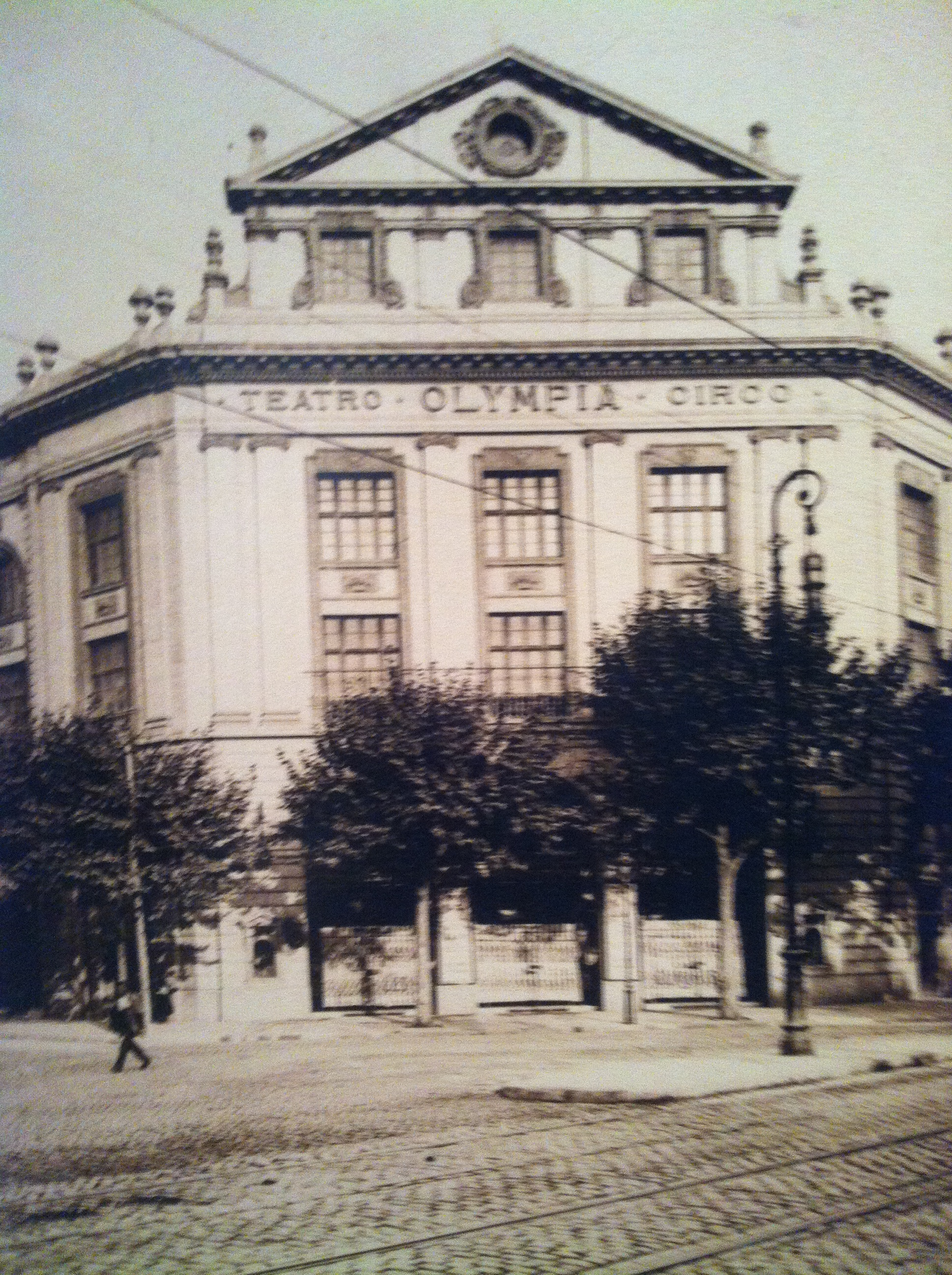
Fotografia del teatre

Projectat per Francesc Folguera i construït per Joan Artigas i Campà, es va inaugurar el 4 de desembre de 1924. La iniciativa havia estat de l'empresari Josep Ventura Gannau, nascut a Barcelona el 1887.
L'Olímpia va ser durant molts anys el més gran i més popular local polivalent de Barcelona. Les dimensions i equipament del teatre permetien de fer-hi grans espectacles. El 1926 va presentar la primera jazz-band que va actuar a Barcelona; des de llavors, la sala va ser una de les portes d'entrada del jazz a la ciutat.
El 3 de maig de 1928 s'hi va estrenar Kosmópolis, zarzuela en forma de magazine musical circense de Josep Amich i Bert «Amichatis» amb música de Joan Dotras Vila i Demon: incloïa l'ús de la piscina, jocs d'aigua, un ferrocarril a escala, la projecció de fragments cinematogràfics, cavalls i efectes especials impossibles en altres teatres. El desembre del mateix any, l'espectacle Museum va fer servir 150 reflectors elèctrics per a unes fonts lluminoses, a més d'una plataforma escènica mòbil, llavors única a Espanya.
El 2 d'abril de 1944 hi va fer la seva presentació popular l'Orquestra Municipal de Barcelona, dirigida per Eduard Toldrà i que s'acabava de crear i s'havia presentat oficialment al Palau de la Música Catalana tres dies abans.
Va tancar el 28 de febrer de 1947, amb una representació de La bohème de Puccini, i va ser enderrocat el 1948, per a aprofitar-ne el ferro de l'estructura, material escàs llavors.
Cap als primers anys del segle xxi, es va crear la Fundació Circ Olympia, presidida per Tortell Poltrona, per a la recuperació d'una seu estable per al circ a Barcelona: una de les propostes era de fer-la al solar abandonat on havia estat el Teatre Talia, al carrer del Comte Borrell cantonada amb l'avinguda del Paral·lel.